# Vapenflugor
Vapenflugor (Stratiomyidae) är en familj i insektsordningen tvåvingar och underordningen flugor. Utbredningen för familjen är världsvid och det finns omkring 2 000 arter. I Sverige förekommer 45 arter.

## Kännetecken
Vapenflugor varierar i storlek från omkring 2 millimeter för de minsta arterna och 20 millimeter för de större. Kroppen saknar nämnvärd behåring eller har bara tunn behåring. Till utseendet är de slanka men ändå kraftiga flugor. Ofta ger de ett litet platt intryck, särskilt bakkroppen är hos flera arter typiskt platt och bred. En del arter har långa utskott, som tornar eller taggar, på den bakre delen av mellankroppens ryggsida. 
Färgerna varierar, en del arter är gulaktiga till lite orangeaktiga med svart mönstring, andra är metalliskt färgade i grönaktigt eller svart. Hos de metalliskt färgade arterna kan inslag av färger som rött, gult eller grönt på delar av kroppen förekomma. Flera arter har mer eller mindre reducerat ådernät på vingarna, särskilt på den bakre delen av vingen. Vingarna är genomskinliga och utan fläckar hos de flesta arterna, utom vingmärket, som ofta har en mörk färg.

## Levnadssätt
Som andra tvåvingar genomgår vapenflugor fullständig förvandling med utvecklingsstadierna ägg, larv, puppa och imago. Larverna lever ofta av organiskt material under nedbrytning, men det finns också sådana som livnär sig som rovdjur på andra insektslarver, som skalbaggslarver eller andra fluglarver. Några arter har larver som är akvatiska, det vill säga lever i vatten. De fullbildade insekterna besöker blommor, ofta flockblommiga växter. Vapenflugorna hör inte till de mest aktiva flygarna, men de flyger under varma och soliga dagar (i det tempererade klimat som råder i Norden från juni till september). Ofta kan de istället för flygande ses krypande eller vilande i vegetationen. 

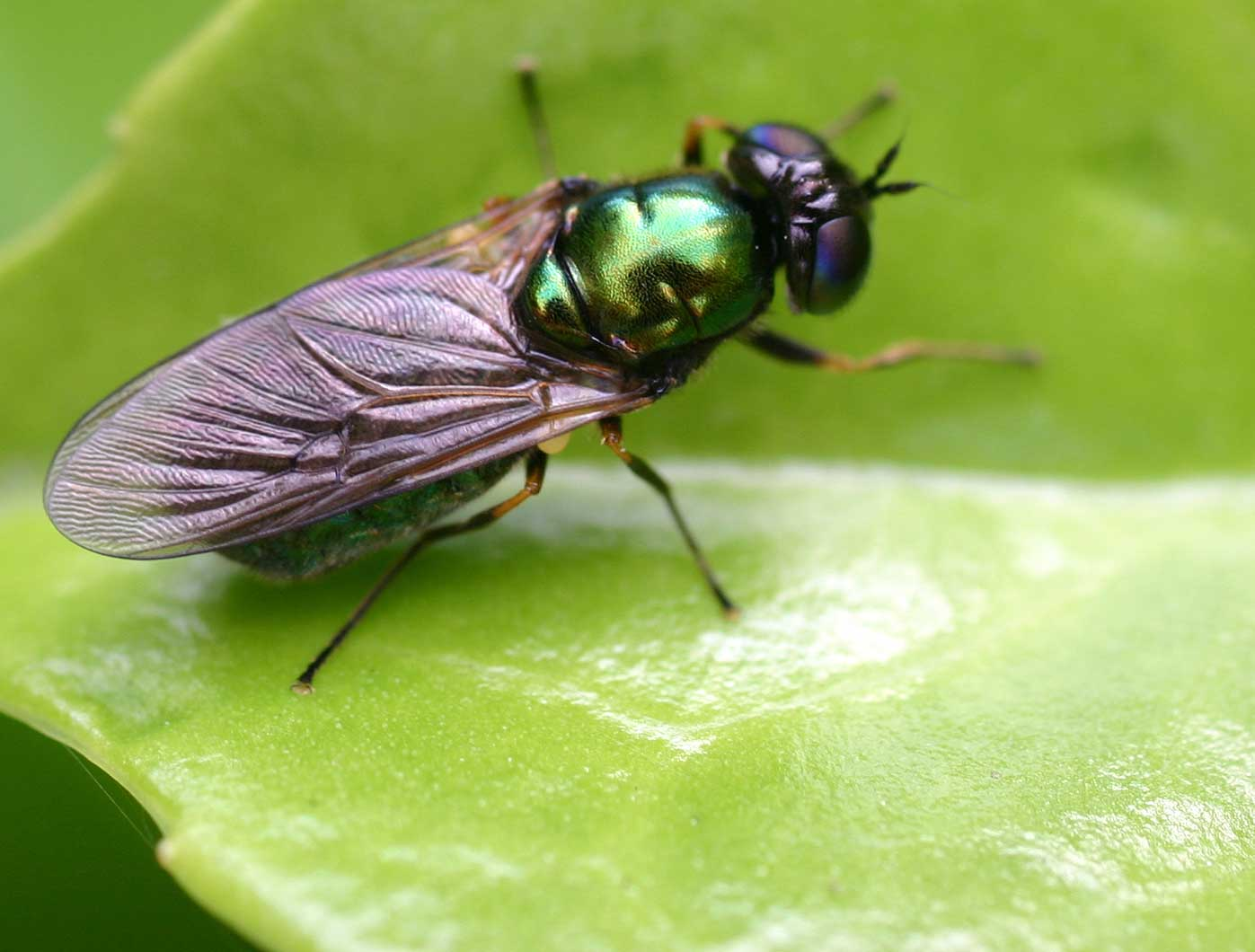
Chloromyia speciosa
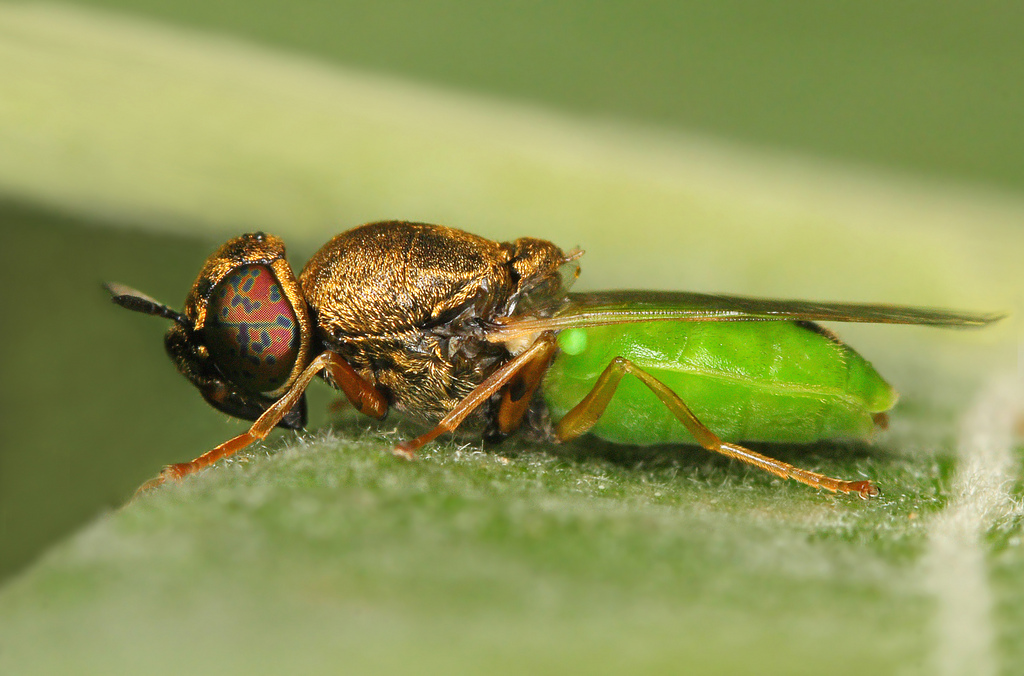
Oplodontha viridula
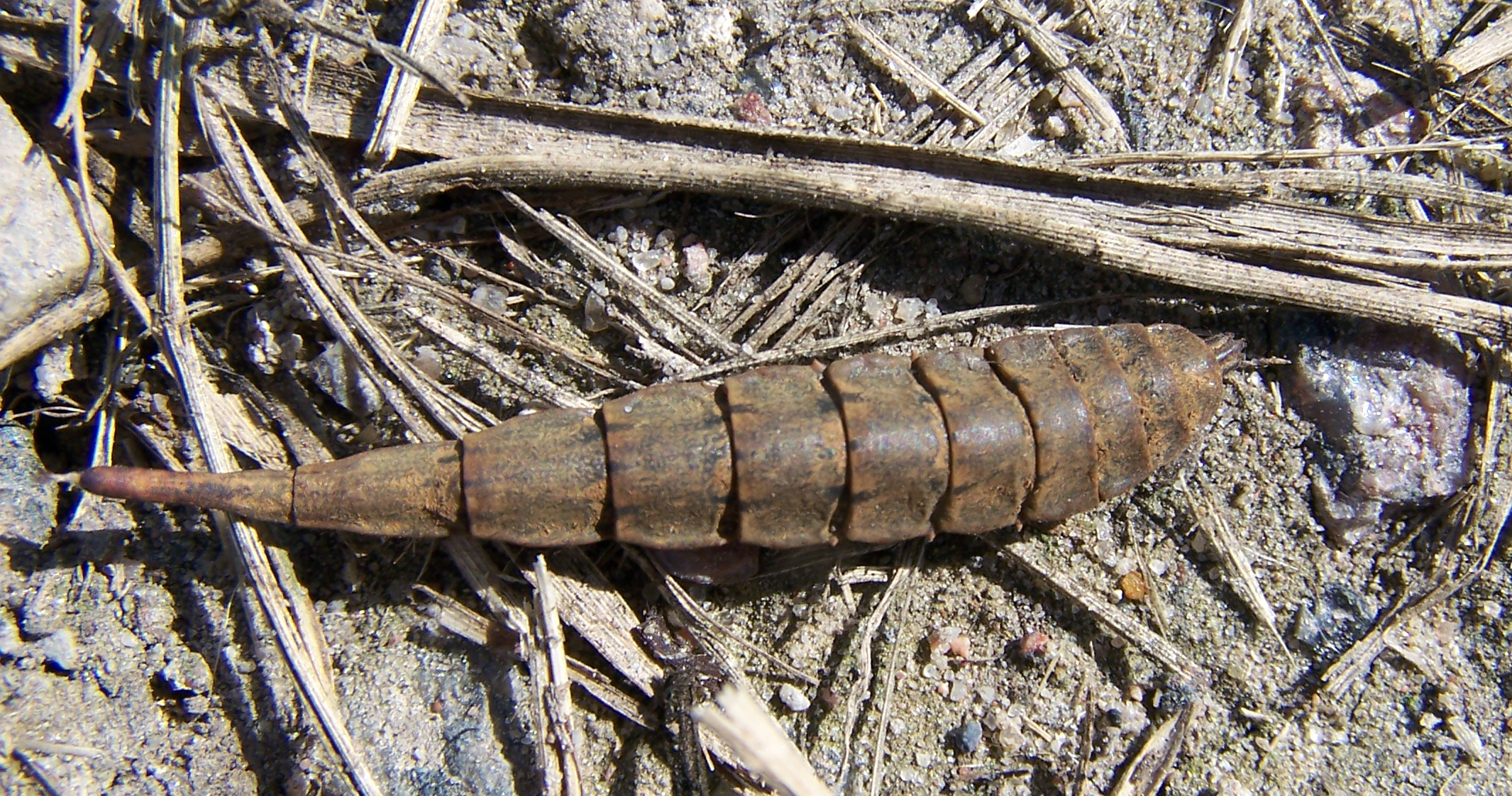
Larv av vapenfluga